# Franz Hlavac
Franz Hlavac (* 1948 in Amstetten) ist ein österreichischer Journalist.

## Leben
Franz Hlavac besuchte das Wiener Schottengymnasium und studierte danach Zeitgeschichte und Germanistik an der Universität Wien, wo er 1973 zum Doktor der Philosophie promovierte.
Ab 1971 arbeitete er als freier Mitarbeiter bei verschiedenen Zeitungen, bevor er 1974 im Aktuellen Dienst des ORF-Fernsehens angestellt wurde. Von 1975 bis 1984 arbeitete er in der innenpolitischen Redaktion der Zeit im Bild. In den Folgejahren gestaltete er die Sendungen Politik am Freitag und Inlandsreport mit und übernahm die Leitung der Hauptabteilung Dokumentation. 1989 wurde Hlavac Programmkoordinator in der Fernsehinformationsintendanz und Leiter des Europa-Magazins Compass.
Vom 1. Jänner 1992 bis August 2010 leitete Franz Hlavac die Wirtschaftsredaktion des ORF-Fernsehens. Damit war er auch verantwortlich für das jeweilige Wirtschaftsmagazin des Senders. Im Laufe der Jahre waren dies Schilling, danach Euro Austria und €co. 2009 nahmen er und seine Frau den „Golden handshake“ an und gingen 2010 in den vorzeitigen Ruhestand.
Seit 2010 ist er als freier Journalist tätig.
Im August 2005 wurde Hlavac der Berufstitel Professor verliehen. Er ist mit der Journalistin Gisela Hopfmüller verheiratet und lebt in Wien. Gemeinsam veröffentlichen sie Bücher über die Region Friaul-Julisch Venetien.